# تابو (فیلم ۱۳۹۳)
تابو فیلمی به کارگردانی و نویسندگی خسرو معصومی و تهیه‌کنندگی جواد نوروزبیگی محصول سال ۱۳۹۳ است.
این در تاریخ ۲۴ اسفند ۱۳۹۴ در گروه هنر و تجربه ایران اکران شده‌است. این فیلم در بخش مسابقهٔ سی و نهمین جشنوارهٔ بین‌المللی فیلم مونترآل حضور داشت. «تابو» همچنین در هشتمین جشنوارهٔ فیلم‌های ایرانی سانفرانسیسکو موفق به دریافت چهار جایزه شد.

## خلاصهٔ داستان
سالار یکی از ملاکین بانفوذ منطقهٔ هزارجریب، در آرزوی فرزند تصمیم می‌گیرد برای چهارمین بار ازدواج کند. آق‌عمو که معتاد به مواد مخدر است و در گاوداری صالح مشغول به کار است، می‌پذیرد در ازای پرداخت بدهی‌ای که به صالح دارد، دخترش را به عقد برادرش سالار در بیاورد. بهار که از قبل دل در گروی کسری داشته، در مقابل این پیشنهاد به شدت مخالفت می‌کند.

## بازیگران
- الناز شاکردوست در نقش بهار
- محمدهادی دیباجی در نقش کسرا
- جمال اجلالی در نقش سالار
- جمشید جهان‌زاده در نقش فرخ
- خیام وقار کاشانی در نقش فرشاد
- مهران رجبی در نقش معجونی
- نورالدین اعلمی
- بیژن افشار در نقش صالح
- حسین عابدینی در نقش شاهد محضر
- الهام نامی در نقش مرجان
- روشنک گرامی در نقش مهناز
- میترا تبریزی در نقش خواهر سالار